# Ofullständiga polylogaritmen
Ofullständiga polylogaritmen är en speciell funktion som generaliserar polylogaritmen. Den definieras som
{\displaystyle \operatorname {Li} _{s}(b,z)={\frac {1}{\Gamma (s)}}\int _{b}^{\infty }{\frac {x^{s-1}}{e^{x}/z-1}}~dx.}
Den kan skrivas som den oändliga serien
{\displaystyle \operatorname {Li} _{s}(b,z)=\sum _{k=1}^{\infty }{\frac {z^{k}}{k^{s}}}~{\frac {\Gamma (s,kb)}{\Gamma (s)}}}
där Γ(s) är gammafunktionen och Γ(s,x) är övre ofullständiga gammafunktionen.